# 普賴斯 (北卡羅萊納州)
普賴斯（英語：Price）是位於美國北卡羅萊納州羅京安縣的非建制地區。

## 歷史
普賴斯的郵局於1870年設立，其後於1956年停運。

## 地理
普賴斯所處的海拔為高於海平面319米（即1047英呎），而該地所採用的時區為UTC-5，即北美东部时区（EST）。同時該地設有夏令時間，為UTC-5調快一小時，即UTC-4（EDT）。